# Liste der Einträge im National Register of Historic Places im Calumet County

Lage des Calumet County in Wisconsin

Die Liste der Registered Historic Places im Calumet County in Wisconsin führt alle Bauwerke und historischen Stätten im Calumet County auf, die in das National Register of Historic Places aufgenommen wurden.

## Legende
| NRHP | Historic Place    |
| HD   | Historic District |

## Aktuelle Einträge
| [ 2 ] | Name                                     | Bild                                     | Eintragsdatum        | Lage                                                       | Ort             | Beschreibung |
| ----- | ---------------------------------------- | ---------------------------------------- | -------------------- | ---------------------------------------------------------- | --------------- | --- |
| 1     | Aebischer Site (47CT30)                  |                                          | 1985 ID-Nr. 85003136 | Adresse nicht veröffentlicht                               | Chilton         | Archäologische Stätten mit Fundstücken aus präkolumbischer Zeit                                                                              |
| 2     | Calumet County Courthouse                | Calumet County Courthouse                | 1982 ID-Nr. 82000640 | 206 Court Street 44° 1′ 48″ N, 88° 10′ 6″ W                | Chilton         | 1913 im neoklassizistischen Stil errichtetes Justiz- und Verwaltungsgebäude des Calumet County; Teil der MPS County Courthouses of Wisconsin |
| 3     | Calumet County Park Group                | Calumet County Park Group                | 1997 ID-Nr. 97001551 | Adresse nicht veröffentlicht                               | Hilbert         | Archäologische Stätte im Calumet County Park                                                                                                 |
| 4     | Chilton Post Office                      | Chilton Post Office                      | 2000 ID-Nr. 00001249 | 57 East Main Street 44° 1′ 45″ N, 88° 9′ 41″ W             | Chilton         | 1938 im Georgian Revival genannten Baustil errichtetes Postamt                                                                               |
| 5     | Haese Memorial Village Historic District | Haese Memorial Village Historic District | 1982 ID-Nr. 82000641 | Milwaukee and Randolph Streets 44° 12′ 28″ N, 88° 8′ 32″ W | Forest Junction | |
| 6     | High Cliff Mounds                        | High Cliff Mounds                        | 1997 ID-Nr. 96001629 | Adresse nicht veröffentlicht                               | Sherwood        | High Cliff State Park |
| 7     | Ridge Group                              |                                          | 1978 ID-Nr. 78000079 | Adresse nicht veröffentlicht                               | Chilton         | |
| 8     | Stockbridge Harbor                       | Stockbridge Harbor                       | 1998 ID-Nr. 98001089 | Adresse nicht veröffentlicht                               | Stockbridge     | |
| 9     | Stockbridge Indian Cemetery              | Stockbridge Indian Cemetery              | 1980 ID-Nr. 80000111 | Abseits des WI 55 44° 4′ 56″ N, 88° 18′ 3″ W               | Stockbridge     | |
| 10    | Herman C. Timm House                     | Herman C. Timm House                     | 1996 ID-Nr. 96000727 | 1600 Main Street 43° 57′ 1″ N, 88° 5′ 7″ W                 | New Holstein    | 1872 im Queen Anne-Stil errichtetes Wohnhaus                                                                                                 |